# Kamichama Karin
Kamichama Karin (かみちゃまかりん lit. Karin, la mini diosa?) es un manga escrito originalmente por Koge-Donbo sobre una niña de trece años llamada Karin, quien puede transformarse en una diosa. La serie fue publicada originalmente en 2001 en la revista Nakayoshi. Una segunda serie llamada Kamichama Karin Chu empezó a publicarse en julio de 2006. A fecha de septiembre de 2007, se habían lanzado cinco volúmenes encuadernados. Una serie de anime basada en el manga se comenzó a transmitir en abril de 2007 en TV Tokyo. Kamichama Karin ha sido licenciado en los EE. UU. y Canadá por Tokyopop. El anime también se ha doblado en catalán y fue emitido por la televisión catalana.

## Argumento
Karin es una joven estudiante de la escuela primaria. Tiene calificaciones terribles y es pésima en los deportes. Karin vive solamente con su abuela después de la muerte de sus padres cuando ella era muy pequeña. Pero después de la muerte de su querido gato Shii-chan, su suerte cambia. Karin conoce a los primos Kazune y Himeka Kujyou y pronto descubre que con el único recuerdo que tiene de su madre, un anillo, puede convertirse en Deidad (representación de Atenea). Pronto comenzará a hacer amistades con otras personas con anillos como el suyo e intentará resolver el misterio que se oculta en sus vidas.
La historia se fija en el hogar de Kazune y de Himeka Kujyou y en la academia de Sakuragaoka, la escuela más prestigiosa de Japón y donde estudian los protagonistas.
El cabello de Karin, de Kazune, y de Himeka creció considerablemente entre el primer y el segundo volumen. Las razones por las que Koge Donbo hizo esto son desconocidas. Puede ser debido a un lapso de tiempo..

## Personajes principales
Karin Hanazono (花園花鈴 Hanazono Karin?)
Seiyū: Mai Nakahara
Karin es la protagonista de la serie. Su nombre completo significa literalmente "La Campanilla del Jardín Floreado". Vive con su abuela desde que sus padres murieron cuando ella nació, pero luego comienza a vivir con Kazune y Himeka cuando descubre que tiene poderes de diosa. Es una persona abierta, a pesar de que le va mal en la escuela y siempre defiende a los que son sus amigos. Tenía un gato llamado Shii-Chan, que murió al dar comienzo la serie. Al comienzo de la historia termina 6.º grado y pasa a 7.º en el Volumen 1, tiene 12 años de edad. En Chu ♥ está en 8.º y tiene 13 años. Karin pensaba que su anillo era un recuerdo que su madre le había dejado pero en realidad tiene poderes mágicos y es lo que le permite convertirse en diosa. Su anillo es de plata y tiene el poder de la diosa Atenea (En Chu! ♥ se vuelve Afrodita). Más tarde, en los últimos tomos del manga, se revela que Karin es en realidad la esposa del profesor Kujyou (Kazune) y madre de Himeka ella es Kujyou Suzuka (Suzuka es Karin al revés, ya que Suzu すず es una manera distinta de leer el carácter Rin リン). El profesor Kazuto Kujou convirtió en bebe y borro sus recuerdos para protegerla. Cada vez que Kazune toma aunque sea un poco de alcohol o incluso cuando solamente lo huele se vuelve pervertido con Karin hasta el punto de querer besarla y tocarla. Ambos terminan juntos amándose así como al comienzo del manga. Al final de la secuela del manga, Karin y Kazune se casan.
Kazune Kujou (九条和音 Kujō Kazune?)
Seiyū: Miyuki Sawashiro
Kazune es el principal protagonista masculino de la serie. Es elegante, relajado y apuesto. Su anillo tiene el poder de Apolo, el dios griego de la luz (En Chu! ♥, tiene un anillo diferente el cual tiene el poder de Urano). Él está en el mismo año que Karin (7.º grado). Casi actúa de modo frío aunque Himeka contó que él antes era débil y siempre estaba llorando, pero cuando cumplió los diez años empezó a ser diferente, ya que había descubierto quien era realmente. Himeka ama los insectos mientras que él los odia, ya que en cuando Karin viajó hacia el pasado se disfrazó de insecto gigante y se cruzó con Kazune de pequeño y lo asustó dejándole ese trauma infantil. Kazune es en realidad un clon del profesor Kujou, lo que hace que Kazune sea esposo de Karin y padre de Himeka él es un dios "incompleto" cuando se transforma en Dios se termina desmayando. A menudo Karin lo llama machista, porque habla de que la niñas son estúpidas o que son débiles (Esto es usado en su contra cuando en Kamichama Karin Chu ♥ Jin lo llama 'cara de niña' o 'chico femenino'). Kazune está enamorado de Karin (y así se lo confiesa a Michiru) y ha sabido desde los diez años que Karin es su esposa, Suzuka. Él mismo es un clon de su “padre”. El “otro” Kazune, Kazuto, puso su investigación en el interior de Himeka y luego la dividió en dos personas para poder proteger su trabajo de su excompañero de trabajo Karasuma Kirihiko.
En Chu ♥ conocen a Suzune, que es el hijo de Karin y Kazune y que vino del futuro. Él les advierte de que en el futuro Kazune se marchará de casa y desaparecerá (y se irá con una mujer, según dice Suzune) pero luego se revela que murió al poco tiempo del nacimiento de Suzune. Cuando se entera de esto, él se va alejando de Karin, creyendo que lo que hizo fue horrible y que había causado demasiados problemas en el futuro de Karin y no quería seguir lastimándola. Karin lo golpea cuando descubre que esa era la razón por la que la evitaba, diciéndole que ya sabía que desapareció en el futuro pero estaba trabajando duro para cambiar el destino. Él tiene un parecido a Claus (Nya) de Pita Ten.
Himeka Kujou (九条姫香 Kujō Himeka?)
Seiyū: Noriko Shitaya
Himeka es la amiga de Karin y la "prima" de Kazune. Es también "hermana" de Suzune, debido a que es hija de Suzuka y Kazuto. Originalmente, ella contenía en su interior los datos de la investigación de su padre Kazuto. Pero fue dividida en dos personas porque Kirihiko intentaba robar los datos de la investigación de Kazuto. Una de las dos Himekas vive con Kazune, mientras que su doble vive con Karasuma. Cuando una de las Himekas se vuelve más fuerte, la otra se vuelve más débil. Desde que era pequeña ha defendido siempre a Kazune, ya que cuando éste era pequeño era un niño llorón. Ama a los insectos y es una buena cocinera. Esta en 7.º grado.Y al igual que Karin, le va mal en la escuela. Más adelante se revela que ella es hija de Kazuto y Suzuka. Le dice a Karin que tiene un gran aprecio por Kazune pero no como una relación de amor sino más bien, para ella es como “una especie de un gran hermano y un buen padre” para Himeka (Debido a que Kazune es una copia de su padre Kazuto).
Ella es testigo del beso que se dieron Karin y Kazune (escena exclusiva en el anime, ya que en el manga es Ami la que lo ve,y no Himeka. Eso se debe a que Ami no sale en el anime. Al final de la serie Kazune le confiesa que Himeka es hija de él y de Karin (Kamichama Karin volumen 7).
Kirio Karasuma (烏丸キリオ Karasuma Kirio?)
Seiyū: Shintarō Asanuma
Kirio es el antagonista principal. Él y Kirika fueron adoptados por Kirihiko cuando eran niños. Es el presidente del consejo estudiantil de la Academia Sakuragaoka. Pone a prueba a los protagonistas y lucha con ellos fuera del campus. Karin lo llama "Cuatro-Ojos-san" (meganekko). Su único pariente verdadero es su hermana gemela Kirika, pero también tiene otra "hermana" que llamada Himeka. En el anime, es una especie de personaje cómico, que se deja a menudo ganar y mete la pata revelando su plan a sus enemigos. Su anillo tiene el poder del dios Ares. Más adelante, en la serie su anillo es destruido por Kazune y es, entonces, poseído por el anillo que llevaba su padre Kirihiko, el anillo Zeus y que desde el momento de la rotura del anterior, Karasuma llevará en su mano; pero al final Karin y Kazune lo consiguen salvar (episodio 26 en el anime). Aunque vuelve a aparecer en la secuela Chu ♥. En la secuela, con la otra Himeka del futuro trata de crear un nuevo anillo Zeus usando la "Semilla del Caos" con el fin de salvar a Kirika de su futuro que es la enfermedad. Para ello, tiene que revivir a su padre, quien está dentro de Jin Kuga. Parece tenerle un cierto aprecio a Karin a pesar de ser enemigos.
Michiru Nishikiori (錦織みちる Nishikiori Michiru?)
Seiyū: Akira Ishida
Michiru o Micchi (como lo llama Karin) llega a mediados de curso como estudiante de intercambio y se hace amigo de Kaarin, luego termina viviendo con ella, Kazune y Himeka. Es de Inglaterra. Cuando era pequeño, sufrió un accidente que mató a sus padres. lastimó su ojo izquierdo y casi le provoca la muerte. Pero Kazuto creó un nuevo ojo para Michiru, le dio un anillo y así le salvó la vida. Estuvo en el hospital durante un año así que es un año mayor que Karin, Kazune y Himeka. Michiru se siente unido a Kazune por un fuerte vínculo porque su primer pensamiento de él fue que era el profesor Kujou por ello respeta a Kazune. En el manga, Ami una amiga de Michiru, le trajo un cuaderno que contenía información sobre Himeka para que Kazune lo leyera. A Michiru le gusta tontear con Karin y en el manga, le robó su primer beso a Kazune. En Chu ♥, su transformación es el Dios Neptuno.
Jin Kuga (久我 神 Kuga Jin?)
Seiyū: Tatsuhisa Suzuki
Jin Kuga aparece por primera vez en Kamichama Karin Chu ♥. Al principio es visto como un ídolo de masas que es nuevo en el mundo del espectáculo. Jin tiene una gran confianza en sí mismo y desea recuperar el honor de su padre, como se revela más adelante en la serie. Alrededor de los últimos volúmenes, se ve que Jin es en realidad el padre de Kirio Karasuma, Kirihiko Karasuma. Lógicamente como Karin es la esposa de Kazune, Suzuka Hanazono/Kujou Jin tiende "lanzarse" y a mostrar mucho afecto por ella y hasta llega a llamarla cariñosamente "mi diosa", lo cual convierte a Jin en rival de Kazune por el amor de Karin. Aunque Jin tiene normalmente su dulce y adorable personalidad a veces puede ser un pervertido (Koge Donbo anotó estas características en su perfil en el manga) con Karin. En la serie de Chu ♥ Jin tiene la capacidad de transformarse en el Dios del infierno, Hades.
En el anime tiene cortas apariciones: en el primer episodio, en el episodio 7, en el 8 y 14 (también aparece en kamichama karin chu.)
Shii-chan
Ella es la gata de Karin, cuando Karin pasaba malos momentos Shii-chan estaba siempre con ella,.Shii-chan muere al principio de la serie pero es recusitada en la diosa Nike. Nike ayuda a Karin cuando está en peligro y a veces le hace de escudo.
Shii-shan conoce muy bien a Karin y por eso se lleva muy bien con ella, Shii-shan también es muy amiga de Himeka, el criado, Kazune y Michiru. Todos viven en una casa como una familia feliz, mientras que luchan con los malos.

## Media

### Manga
El manga de Kamichama Karin ha sido impreso en un total de siete volúmenes. Koge-Donbo confiesa en el volumen uno que en el momento en que Karin dice "Yo soy Dios" fue para que decir algo estúpido y que el manga comenzó como una broma. Kamichama Karin originalmente iba a ser un manga de dos capítulos, según Kobe-Donbo, pero debido a su inesperada popularidad continuó la historia. La historia continúa en una secuela llamada Kamichama Karin Chu ♥ de nuevo con siete volúmenes lanzados en Japón en edición estándar y especial. Los volúmenes de la edición especial incluyen el mismo contenido básico que las ediciones regulares además de incluir contenido adicional que los hace altamente valiosos para los coleccionistas de manga. Las ediciones especiales llevan portadas diferente, incluyendo el logotipo de hoja de oro sobre una sobrecubierta de plástico transparente. Cada volumen especial va acompañada de folletos que contienen todos los capítulos adicionales a la historia (por lo general la información en estos capítulos extras es complementaria y no es fundamental para entender la historia principal).

#### Secuela
La aventura continua en Kamichama Karin Chu ♥, con todos los personajes principales ahora en octavo año. Cuando Kazune regresa de su viaje a Inglaterra, Karin y sus amigos están de vuelta juntos otra vez. Todos juntos viajan a través del tiempo, junto con un nuevo compañero, Jin Kuga, un chico que resulta ser la nueva celebridad musical del momento; aunque tienen que luchar esta vez contra un nuevo enemigo: las Semillas del Caos. Además de Jin, ahora hay dos nuevos personajes: Rika Karasuma y Suzune Kujou. Rika se revela más tarde como la Himeka Karasuma del futuro. Suzune es un niño pequeño que en realidad es hijo de Karin y Kazune en el futuro y que aparece para advertirle a Karin del peligro que se aproxima. Para Jin, Karin es al parecer "su diosa". Jin y Kazune se pelean por Karin de vez en cuando. Himeka Kujou va a Inglaterra para estudiar en el extranjero. Sin embargo, vuelve y se cruza con Rika Karasuma, que es en realidad su otra yo del futuro, es la antagonista.
En la secuela el destino de Karin ha sido alterado y debe darse prisa para salvar su futuro con Kazune Kujou. En un sueño, la Karin del futuro le habla a la Karin del presente diciéndole que en el futuro Micchi perderá la vida, Jin perderá su memoria, y Kazune perderá todo su poder y finalmente morirá. Karin grita que eso no va a suceder, pero se despierta.
Karin también actualiza su estilo de peinado. En el volumen 7, cuando se transformó con el anillo de Michiru, se aparecieron dos pequeñas y blancas alas de ángel en sus coletas. Las lleva puestas con normalidad en su peinado desde el primer capítulo de 'Kamichama Karin Chu ♥'.
Del Rey Manga lanzó el volumen 1 del manga de "Kamichama Karin Chu ♥" el 24 de junio de 2008. El volumen II del manga "Kamichama Karin Chu ♥" fue lanzado el 30 de septiembre de 2008, el tercero fue lanzado el 27 de enero de 2009, el volumen IV fue lanzando el 28 de abril de 2009, y el Volumen V fue lanzado el 28 de julio de 2008, por El Rey Manga.

### Anime
La serie de anime de Kamichama Karin debutó en Japón el 6 de abril de 2007. La animación fue realizada por el estudio de animación Satelight. La historia comienza en Kamichama Karin Chu ♥, la secuela de Kamichama Karin. Karin y Suzune están caminando a través de un parque cuando Rika ataca a Karin. El Reloj de Chronos de Karin (que tiene el poder de viajar por el tiempo) recibe el ataque de una Semilla del Caos implantándose en él y llevándola de vuelta a donde se conoció por primera vez con Kazune, en la tumba de Shii-chan. Después de esto, se sigue el mismo argumento que en la historia original del manga. Kamichama Karin fue transmitido en Japón todos los sábados y se sacó a la venta un original soundtrack (OST).

## Banda sonora
Temas de apertura
"Ankoku Tengoku" (暗黒天国 Oscuro Paraiso?) por Ali Project
Temas de cierre
"Anemone" (アネモネ Anémona?) por Mai Nakahara
"Kūchū Meiro" (空中迷路 Laberinto en el Cielo?) por Marble
Canciones de los personajes
"Hikari No Accord" ({{{2}}}?)  por Mai Nakahara/Karin Hanazono
"Desire Show" ({{{2}}}?) por Tatsuhisa Suzuki/Jin Kuga